# Thomas Harris
Thomas Harris (n. 11 aprilie 1940, Jackson⁠(d), Tennessee, SUA) este un scriitor american. Este cel mai notabil pentru tetralogia Hannibal Lecter, o serie de romane care au fost ecranizate. Filmul Tăcerea mieilor a primit cinci premii Oscar. Scriitorul apare pe lista autorilor celor mai bune romane din SUA din anii 1990 și 2000.

## Date biografice
Thomas Harris a copilărit în orașul Rich, unde tatăl său lucra ca fermier. El a studiat la Universitatea Baylor din Waco, Texas. Deja în timpul școlii el a început să lucreze ca reporter la revista „Associated Press” din New York. În 1975 publică primul său roman Black Sunday (Duminica neagră), unde este descrisă un atac terorist arab asupra unui stadion în care se desfășura un meci din campionatul american Super Bowl, atac care a fost împiedicat în ultimul moment. El devine renumit prin tetralogie Hannibal Lecter publicat între anii 1981-2006.

## Opere
- 1975: Black Sunday
- 1981: Red Dragon (Dragonul roșu)
- 1988: The Silence of the Lambs
- 1999: Hannibal
- 2006: Hannibal Rising